# 11372 Aditisingh
11372 Aditisingh è un asteroide della fascia principale. Scoperto nel 1998, presenta un'orbita caratterizzata da un semiasse maggiore pari a 2,8447580 au e da un'eccentricità di 0,0746335, inclinata di 1,96052° rispetto all'eclittica.